# Scienza dell'atmosfera
La scienza dell'atmosfera (o anche scienze dell'atmosfera) è l'insieme delle discipline scientifiche, afferenti alle scienze della Terra e alla geofisica, che studiano, in tutti i suoi possibili ambiti, l'atmosfera, cioè quello strato gassoso che avvolge la superficie del pianeta.

## Descrizione

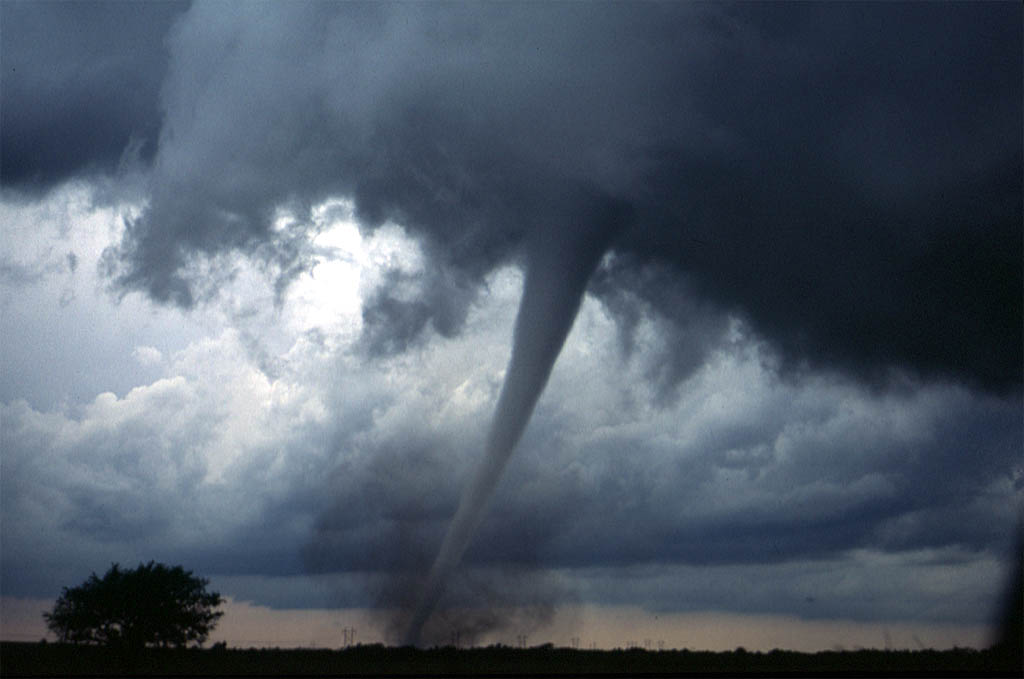
Tornado in formazione

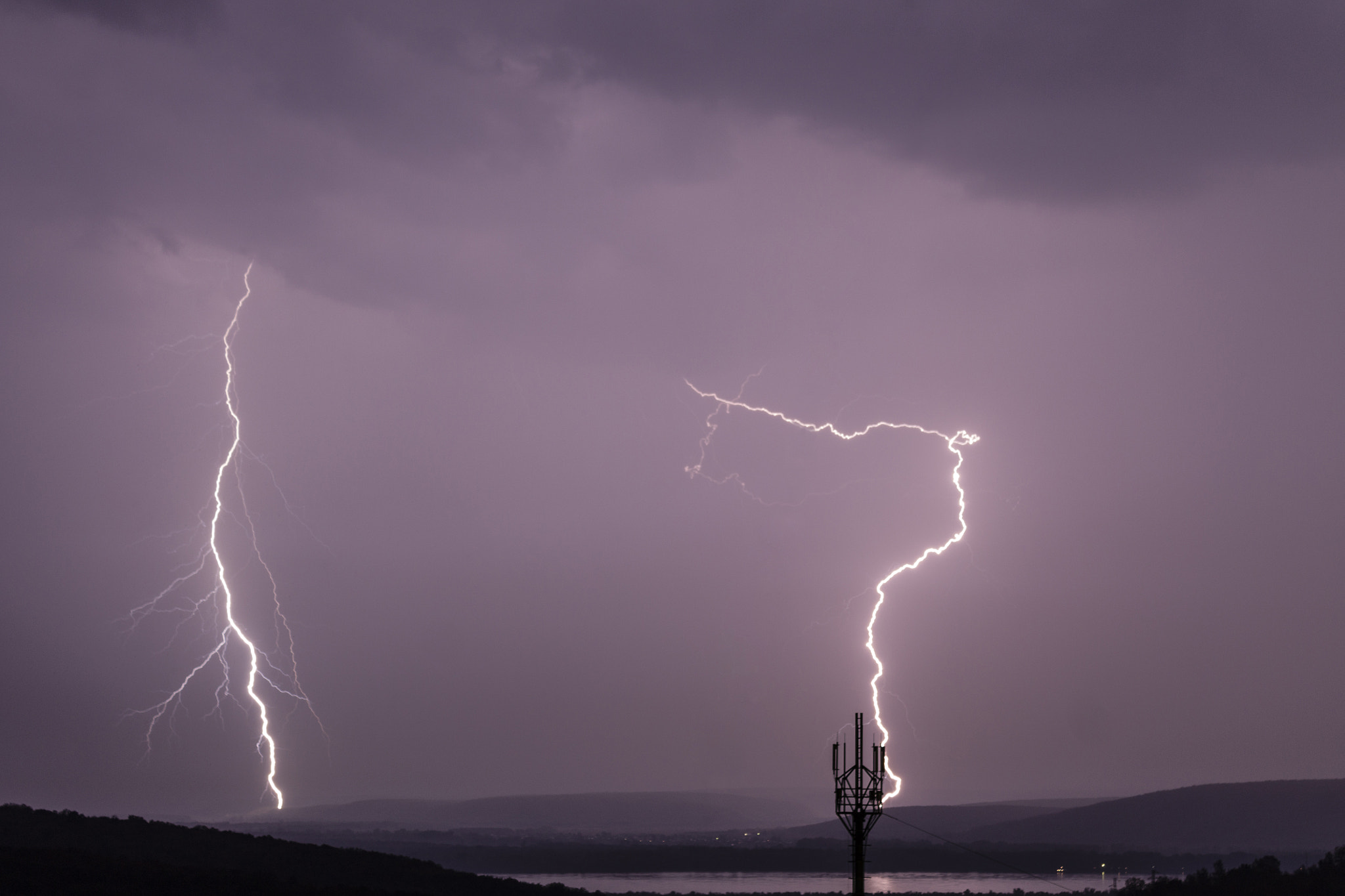
Fulmine

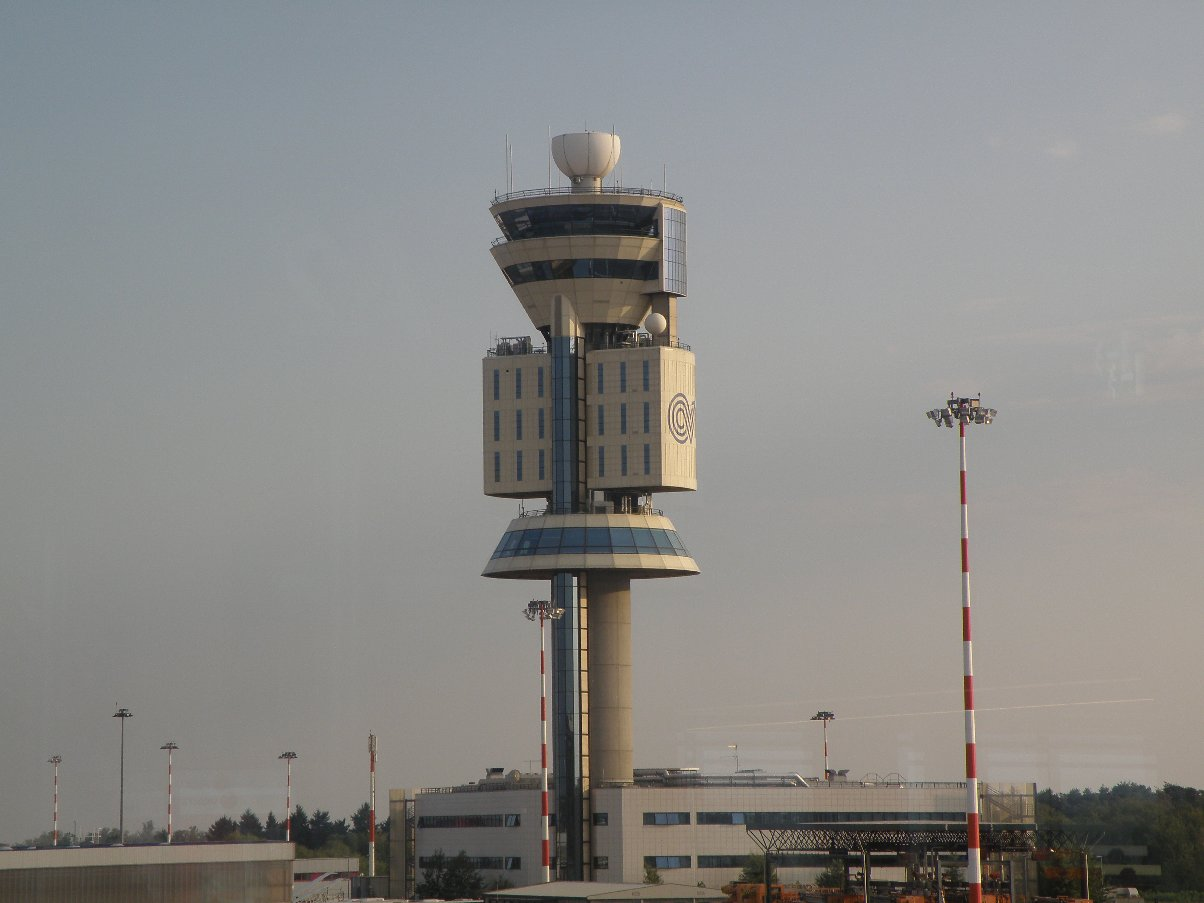
Torre di controllo del traffico aereo

Trattandosi di una scienza molto recente, ed occupandosi di una vastissima gamma di fenomeni osservati, l'interdisciplinarità è d'obbligo e gli ambiti di ciascuna sottodisciplina non hanno confini ben definiti.
È importante riconoscere che i fenomeni più comuni avvengono nello strato più basso dell'atmosfera chiamato troposfera cadendo dunque nell'ambito di studio della meteorologia. Nell'elenco sottostante sono evidenziate le sottodiscipline che trattano fenomeni troposferici; ad essi si devono aggiungere fenomeni tipici dell'alta atmosfera (mesosfera, esosfera).

### Ambiti
Tra i campi di interesse si possono elencare:
- Fisica dell'atmosfera, studia i processi fisici in atto nell'atmosfera e le loro leggi fisiche;
  - Meteorologia dinamica che studia i processi a scala sinottica, la circolazione generale dell'atmosfera, la dinamica degli uragani, i fenomeni meteorologici tipici della mesoscala, tra cui ad esempio le supercelle ed i tornado e la dinamica dello strato limite.
  - Dinamica delle nubi o microfisica.
  - Termodinamica dell'atmosfera.
- Chimica dell'atmosfera, studia la composizione chimica dell'atmosfera e le reazioni chimiche che avvengono in essa.
- Meteorologia numerica, si occupa di sviluppare modelli numerici di previsione meteorologica.
- Meteorologia aeronautica, si occupa degli studi e misurazioni atmosferiche per il controllo del traffico aereo.
- Radarmeteorologia, scienza a metà tra meteorologia e ingegneria delle alte frequenze che utilizza microonde per sondare la struttura di nubi e precipitazioni attraverso radar meteorologici.
- Elettricità atmosferica: studia lo stato elettrico dell'atmosfera e la formazioni di fulmini, jet, sprite.
- Fisica della ionosfera: studia la ionosfera, di importanza fondamentale per le telecomunicazioni.
- Fisica dell'alta atmosfera o aeronomia: studia le interazioni del vento solare col campo magnetico terrestre, l'interazione dei raggi cosmici con l'atmosfera responsabili di fenomeni come aurore boreali, alterazioni della struttura della ionosfera e altro.
- Climatologia, studia il clima e i suoi mutamenti;
- Biosfera e ciclo del carbonio;